# Radiotélescope d'Arecibo
National Astronomy and Ionosphere Center
Ne doit pas être confondu avec Observatoire astronomique d'Arecibo.
Le radiotélescope d’Arecibo était situé à Arecibo sur la côte nord de l’île de Porto Rico. Il est jusqu'en 2016 le plus grand radiotélescope simple jamais construit. Il collecte des données radioastronomiques, d'aéronomie terrestre et des données radar planétaires. Même s'il est utilisé pour divers usages, il est utilisé principalement pour l'observation d'objets stellaires.
En novembre 2020, à la suite de deux ruptures de câbles ayant occasionné de nombreux dégâts, la National Science Foundation annonce le démantèlement du radiotélescope d’Arecibo après 57 ans de service. Le 1er décembre 2020, les câbles restants cèdent à leur tour et la plate-forme supportant les émetteurs et les récepteurs tombe sur le réflecteur en contrebas. La rupture des câbles endommage également leurs piliers en béton, dont la partie supérieure se brise.

## Informations générales
De sa construction dans les années 1960 jusqu'en 2011 il est exploité par l’université Cornell.
À partir de février 2018, il est exploité par l’université du centre de la Floride en association avec Yang Enterprises et l'université Ana G. Méndez de San Juan (Porto Rico).
L’observatoire fonctionne sous le nom de National Astronomy and Ionosphere Center (NAIC) même si les deux noms sont officiellement utilisés.
Le télescope d'Arecibo se distingue par sa grande taille : le diamètre de l'antenne principale est de 305 mètres, construite à l'intérieur de la dépression laissée par un effondrement ; elle est profonde de 51 mètres ; le tout couvrant une superficie de plus de 8 hectares. Jusqu'à la mise en service du radiotélescope FAST en Chine, l'antenne était la plus grande antenne convergente incurvée du monde, ce qui lui donnait la plus grande capacité de collecte d'ondes électromagnétiques. La surface de l'antenne est faite de 38 778 panneaux d'aluminium perforés, chacun mesurant environ 1 m sur 2 m, supportés par un maillage de câbles en acier (jusqu'au début des années 1970, elle est constituée par un simple treillis métallique, limitant son fonctionnement aux fréquences radio inférieures à 600 MHz),.
C'est une antenne sphérique (par opposition à antenne parabolique). Cette forme provient de la méthode utilisée pour pointer le télescope. L'antenne est fixe, mais le récepteur se positionne en son point focal pour intercepter les signaux réfléchis des différentes directions par la surface sphérique. Le récepteur est situé sur une plateforme de 900 tonnes suspendue à 150 m au-dessus de l'antenne par 18 câbles à partir de trois tours en béton armé, une de 110 m de hauteur et deux autres de 80 m de haut (les sommets des trois tours sont au même niveau). La plateforme possède une voie tournante de 93 m de long, en forme d'arc, sur laquelle sont montés l'antenne de réception, les réflecteurs secondaires et tertiaires,. Cela permet au télescope d'observer n'importe quelle région du ciel dans un cône d'environ 40 degrés autour du zénith local (entre 0 et 36 degrés de déclinaison).
La localisation du site répond à des préoccupations d'ordre topographiques, politiques et scientifiques. Initialement, d'autres régions sont également envisagées dont Kauai (Hawaï) et Matanzas (Cuba). Porto Rico est à distance raisonnable des États-Unis, ne pose pas de problème politique et possède de nombreuses structures karstiques ; tout en étant aussi située près de l'équateur ; ce qui permet à Arecibo d'observer toutes les étoiles la moitié du temps (contrairement au pôle Nord où la moitié des étoiles sont visibles en permanence),.
Le radiotélescope opère à des fréquences situées entre 50 MHz et 10 GHz. Il a une portée pouvant atteindre plusieurs milliards d'années-lumière, sa sensibilité pourrait lui permettre d'écouter une conversation passée depuis un téléphone portable sur Vénus. En 1997, la puissance de son radar utilisé pour l'étude du système solaire est portée à 1 mégawatt, procurant ainsi à l'observatoire une résolution d'environ 1 km à la surface de Vénus, ce qui est assez sensible pour détecter une balle de golf (en acier) sur la Lune.

## Conception et architecture

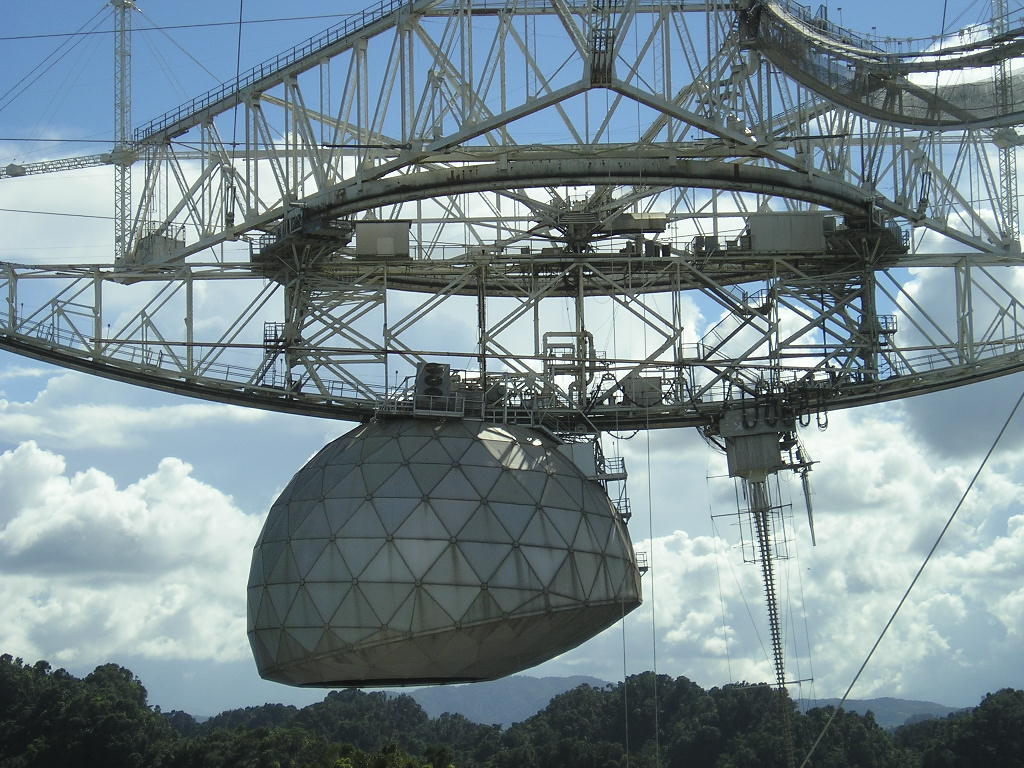
Détail de l'antenne.

La construction du télescope d'Arecibo a été initiée par le professeur William E. Gordon (en) de l'université Cornell, qui avait l'intention de l'utiliser à l'origine pour étudier l'ionosphère de la Terre. Le télescope est construit à l'intérieur d'un gouffre karstique situé parmi les collines peuplées d'arbres au nord de Porto Rico,,. À l'origine, un réflecteur parabolique fixe, pointant dans une direction fixe avec une tour de 150 m pour porter l'équipement au foyer. Cette conception aurait eu un intérêt très limité pour d'autres domaines potentiels de recherche, tels que la science planétaire et la radioastronomie, qui ont besoin de viser différentes positions dans le ciel et de suivre ces positions pendant une longue période, alors que la Terre est en rotation. Ward Low, de la Advanced Research Projects Agency (ARPA), a fait remarquer ce point faible et a mis Gordon en contact avec le Air Force Cambridge Research Laboratory (AFCRL) à Boston (Massachusetts), où un groupe dirigé par Phil Blacksmith travaillait sur les réflecteurs sphériques et un autre groupe étudiait la propagation des ondes radio dans et à travers la haute atmosphère. L'université Cornell a proposé le projet à l'ARPA l'été 1958 et un contrat a été signé entre l'AFCRL et l'université en novembre 1959 (p. 6-7). La construction a commencé l'été 1960 et l'ouverture officielle a eu lieu le 1er novembre 1963 (p. 1-3).
Le télescope a subi plusieurs modifications durant sa vie. La première grande modification a eu lieu en 1974 quand une surface haute précision a été ajoutée au réflecteur. En 1997 un écran au sol a été installé autour du périmètre pour faire écran au rayonnement au sol, et un transmetteur plus puissant a été installé.
En 2016, la mise en service en Chine du Télescope sphérique de cinq cents mètres d'ouverture de 500 m de diamètre le relègue en 2e position.

## Dommages structuraux et effondrement
Le 13 janvier 2014, un séisme de magnitude 6,4 frappe Porto Rico. Le lendemain, un des câbles de la tour sud (soutenant la plate-forme au-dessus du réflecteur) commence à s'effilocher. À l'origine, ce câble est en mauvais état, car il arrive trop court lors de la construction du radiotélescope. Il est alors raccordé à une autre section de câble grâce à une épissure en zinc, ce qui a pour effet de rendre cette partie de la structure particulièrement rigide. La réparation, terminée le 11 mars, consiste à installer une bride enserrant tous les câbles de la tour.
Le 20 septembre 2017, les vents de l'ouragan Maria brisent une des antennes d'alimentation de 29 m du radiotélescope et sa chute de 150 m perfore en dessous le fond concave servant à refléter et converger les signaux vers les antennes au-dessus, ce qui réduit considérablement sa capacité à fonctionner jusqu'à ce que des réparations puissent être effectuées,.
Le 10 août 2020, un des câbles auxiliaires soutenant une plateforme de l'observatoire situé au-dessus du radiotélescope s'est sectionné, provoquant une entaille de près de 30 mètres de long sur le réflecteur du télescope. Le 6 novembre 2020, un des câbles principaux se détache, provoquant de nouveaux dégâts sur le réflecteur, endommageant d'autres câbles dans sa chute et déstabilisant l'ensemble porteur,. Après une inspection du site, la National Science Foundation (NSF) annonce,, qu'il y a un risque imminent d’effondrement du radiotélescope, rendant périlleuse toute tentative de réparation. En conséquence le radiotélescope est définitivement hors service et son démantèlement est prévu à court terme.
Finalement, il s'effondre totalement le 1er décembre 2020 à 11 h 53 UTC (7 h 53, heure locale),.

## Découvertes
Le télescope d'Arecibo a fait plusieurs découvertes importantes.
Le 7 avril 1964, peu après son inauguration, l'équipe de Gordon Pettengill l'utilise pour déterminer que la période de rotation de la planète Mercure n'était pas de 88 jours, comme on le pensait jusque-là, mais de seulement 59 jours (p. 14),.
En 1974, le radiotélescope découvre PSR B1913+16, le premier pulsar binaire, dont l'observation permet de tester la relativité générale.
En août 1989, l'observatoire permet la réalisation de l'image d'un astéroïde pour la première fois dans l'histoire : l'astéroïde (4769) Castalia.
En 1990, l'astronome polonais Aleksander Wolszczan fait la découverte de PSR B1534+12, un pulsar binaire et de PSR B1257+12, un pulsar milliseconde. Il découvre deux ans plus tard les premières exoplanètes, un système de trois planètes de pulsar orbitant autour du pulsar milliseconde,.
En 1992, de la glace d'eau est détectée aux pôles de la planète Mercure, une découverte confirmée en 2014 par la sonde spatiale MESSENGER.
Avant son effondrement de 2020, le télescope a participé aux recherches des galaxies à faible brillance de surface (LSB), qui aboutissent en 2024 à l'observation de 350 galaxies de ce type, dont l'étonnante galaxie sombre sans étoile apparente J0613+52. 

## Utilisation
Le télescope a également eu des utilisations militaires de renseignement, par exemple, au prétexte d'étudier la température lunaire, il a été possible d'analyser les caractéristiques d'un radar soviétique qui opérait sur la côte arctique en interceptant son signal rebondissant sur la Lune (p. 14).
Arecibo est la source de données pour le projet SETI@home proposé par le laboratoire de sciences spatiales de l'université de Berkeley,.
En 1974, une tentative est faite pour envoyer un message vers d'autres mondes,. Un message de 1 679 bits est transmis à partir du radiotélescope vers l'amas globulaire M13, qui se trouve à environ 25 000 années-lumière. Le modèle de 1 et 0 définit une image bitmap de 23 × 73 pixels qui inclut des nombres, des formules chimiques et les images brutes d'un homme et du télescope lui-même.
Le radiotélescope est souvent utilisé pour trouver des astéroïdes passant près de la Terre. Ainsi il observe (29075) 1950 DA en mars 2001, considéré comme l’astéroïde possédant la plus forte probabilité connue d’impact avec la Terre, ou encore (367943) Duende en 2013,.

## Dans la culture populaire

### Cinéma et télévision
Les scènes finales de GoldenEye, 17e film de la saga James Bond, ont été tournées sur le radiotéléscope d'Arecibo. Dans le film, le site est localisé à Cuba et sert d'antenne de communication secrète avec le satellite GoldenEye.
Le téléscope apparaît également dans les films Contact, The Arrival, The Losers et La Mutante.
Le site d’Arecibo a également servi de lieu de tournage de la série Covert Affairs (saison 3 – épisode 7). Pour les besoins du scénario, l’action est censée se dérouler à Cuba. Le radiotélescope est une ancienne station d’espionnage du KGB désaffectée et qui a été renommé pour l’occasion « Lourdès ». Dans l'épisode de X-Files intitulé Les Petits Hommes verts, Fox Mulder est envoyé à l'observatoire d'Arecibo par un sénateur des États-Unis parce qu'ils ont été en contact avec une vie extraterrestre. L'observatoire devait être détruit par un groupe d'agents du gouvernement pour empêcher que le public découvre la vérité.

### Jeux vidéo
Le radiotéléscope inspire le level design de la mission Antenna Cradle du jeu vidéo GoldenEye 007 sur Nintendo 64.
Dans le jeu de rôle COPS, dont l'action se passe entre 2030 et 2035, le télescope d'Ibanez au Mexique reçoit, le 5 mars 2028, un message en provenance d'une civilisation extraterrestre en réponse au message d'Arecibo.
Dans le jeu Battlefield 4, la carte multijoueur Transmission pirate est partiellement inspirée du radiotélescope d'Arecibo, avec celui du FAST. Un effondrement de l'antenne se produit parfois en y jouant, ce qui a favorisé les comparaisons entre le jeu et le radiotélescope[réf. nécessaire].

### Dans la musique
Dans son album Twentythree, le duo Carbon Based Lifeforms nomme le morceau Arecibo en référence au radiotélescope. L'album est également nommé en mémoire du message d'Arecibo, long de vingt-trois colonnes.

## Classement comme monument historique
En 2001, l'American Society of Mechanical Engineers a classé le radiotélescope comme Historic Mechanical Engineering Landmark (en).